# Рефет, Бекир
Бекир Рефет Текер (тур. Bekir Refet Teker, 22 мая 1899, Константинополь, Османская империя — 5 апреля 1977, Карлсруэ, ФРГ) — турецкий футболист, нападающий. Играл за сборную Турции.

## Биография
Бекир Рефет родился 22 мая 1899 года в Константинополе (сейчас Стамбул).
В юности занимался футболом в «Фенербахче». В 1914 году стал чемпионом Стамбульской молодёжной футбольной лиги. В том же клубе начал взрослую карьеру, играл на позиции нападающего. В 1915—1916 годах выступал за «Фенербахче», в 1916—1918 годах — за «Алтынорду», в 1920—1921 годах — за «Иттихатспор».
В августе 1921 года участвовал в турне «Галатасарая» по Германии, где играл против «Гамбурга», «Вердера», «Нюрнберга», пражской «Спарты». После победы над «Фениксом» из Карлсруэ заинтересовал представителей немецкого клуба, которые уговорили его, оставшегося в Германии ради лечения после полученной травмы, выступать за их команду. Играл за «Феникс» (1921—1923), «Пфорцхайм» (1923—1926) и «Карлсруэ ФФ» (1926—1935). В 1927—1928 годах недолго выступал за «Фенербахче». В составе «Карлсруэ ФФ» в 1927 году стал чемпионом бециркслиги Баден-Вюртемберг, в 1928 году — бециркслиги Баден. Был почётным капитаном команды.
В 1924 году вошёл в состав сборной Турции по футболу на летних Олимпийских играх в Париже. Участвовал в матче 1/16 финала против сборной Чехословакии (2:5), забил 2 мяча. Был капитаном команды.
В 1928 году вошёл в состав сборной Турции по футболу на летних Олимпийских играх в Амстердаме. Участвовал в матче 1/8 финала против сборной Египта (1:7), забил 1 мяч.
Кроме того, Рефет провёл за сборную ещё один товарищеский матч в 1927 году против Болгарии (3:1).
Завершил игровую карьеру в 1937 году. После этого жил в Эттлингене и Карлсруэ вместе с женой-немкой Эльзой, занимался бизнесом.
Умер 5 апреля 1977 года в Карлсруэ в результате инфаркта. Похоронен там же по исламскому обряду.